# 鹿港文武廟
鹿港文武廟是臺灣彰化鹿港的文武廟。文昌祠主祀文昌帝君，武廟主祀關聖帝君。嘉慶16年（西元1811年）鹿港海防同知薛志亮捐出俸祿倡建文祠、武廟，由士紳陳士陶負責文昌祠的興建，蘇雲從負責武廟的興建。1985年11月27日，被公告為縣定古蹟。範圍內有文祠、武廟與文開書院三棟建築，文開書院居左、文祠居中、武廟居右。

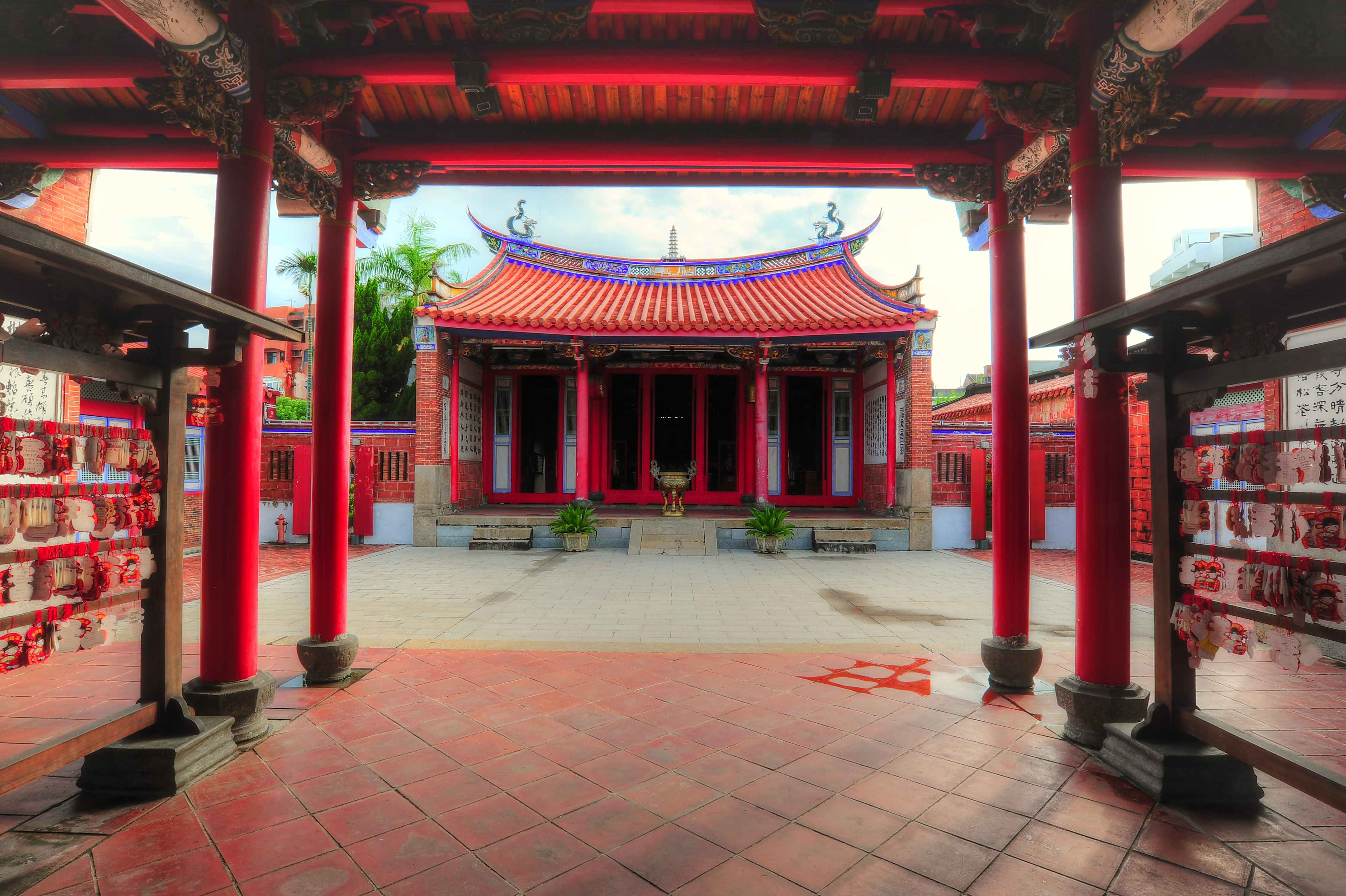
文祠正殿
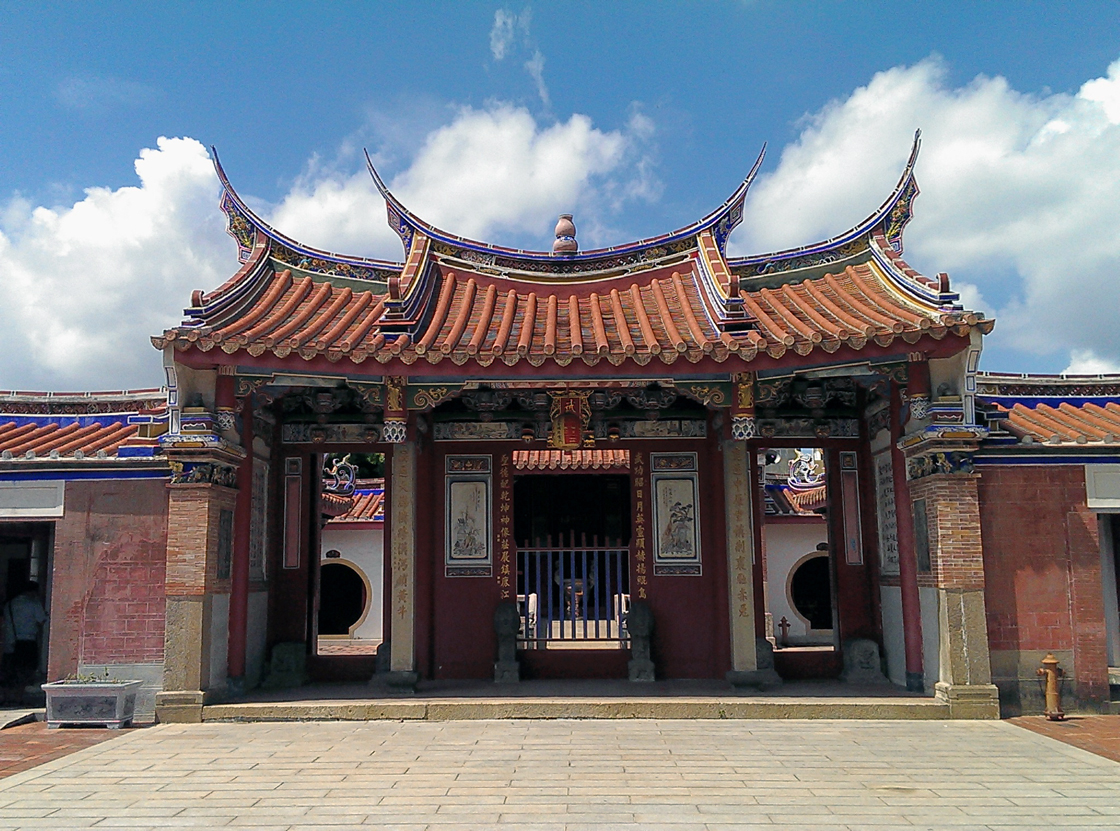
武廟